# Maciej z Krajny
Maciej z Krajny (Mathiae de Crayna/Busuny, Maciej z Nakła, Maciej z Buzun), zw. Lisem lub Doktorem (ur. na przełomie lat 70. i 80. XV w., prawd. w Nakle  lub w okolicy, w Krajnie, zm. ok. 1546) – polski doktor nauk medycznych, filozof, bibliofil, nadworny lekarz króla Zygmunta I Starego.

## Życiorys
Urodził się na przełomie lat 70.i 80. XV wieku w Nakle lub okolicy (Krajna), w rodzinie mieszczańskiej, jako syn Stanisława . W księdze przyjęć na Uniwersytet Krakowski zachowane są dwa wpisy, które mogą go dotyczyć. W 1496 na Uniwersytet wpisał się Maciej z Nakła, a w 1500 Maciej, syn Stanisława z Nakła. Został bakałarzem w 1501 (błędnie wpisany do Liber Promotionum jako Mathias de Trayna), a magistrem w 1505. W 1506 nauczał na Wydziale Sztuk Wyzwolonych  filozofię (na podstawie Piotra Hiszpana) i przedmioty astronomiczno-astrologiczne (Astrologia Alkabicjusza, Centiloquium pseudo-Ptolemeusza). Niektóre z tych wykładów zachowały się w rękopisie jego studentów. Ponadto wykładał, prawdopodobnie prywatnie, traktat astrologiczno-lekarski Ganiveta Amicu Medicorum .
W 1506 udał się na Uniwersytet Padewski studiować medycynę i prawdopodobnie tam uzyskał doktorat z medycyny (1508, jako Mathias de Polonia). W czasie studiów słuchał wykładów wybitnego filozofa renesansowego i anatoma, awerroisty Alessandra Achilliniego . 
Wrócił do kraju i został królewskim lekarzem Zygmunta I Starego. W 1513 uzyskał od monarchy nobilitację i adopcję przez Tęczyńskich do herbu Topór. Cieszył się zaufaniem nie tylko króla, ale i królowej Bony. Mogło to być źródłem plotek, zgodnie z którymi Maciej z Krajny miał przygotować na polecenie Bony truciznę, którą miano otruć Barbarę Radziwiłłównę. Informacje te są z pewnością nieprawdziwe. Barbara zmarła w 1551, kiedy od kilku lat medyk już nie żył.
Maciej z Krajny leczył również księcia mazowieckiego Stanisława, za co otrzymał 6 włók lasu w Postoliskach. W 1519 przebywał na zamku w Goniądzu, należącym do kanclerza wielkiego litewskiego Mikołaja Radziwiłła. W 1519 Maciej uzyskał od króla nadanie wsi Buzuny, natomiast w 1520 i 1524 otrzymał z woli monarchy (jako służby) kolejne posiadłości w okolicach Mulawicz nad Narwią, w starostwie suraskim (pod nazwami Szamolky i Sczochlowsczyca) oraz (prawdopodobnie) dzisiejsze Warpechy Stare. Jako siedzibę swych posiadłości, Maciej obrał Strablę . Dzięki tym nadaniom, uzyskał znaczny majątek, który w 1528 obejmował 1600 poddanych, 30,5 włók i był zobowiązany do wystawienia 20 koni na pospolite ruszenie. W 1524 osiadł na krótko w Krakowie, gdzie próbował podjąć wykłady na Uniwersytecie. Około 1530 ożenił się z nieznaną bliżej szlachcianką Eufemią, z którą miał córkę Barbarę, wydaną w 1554 za mąż za wojskiego bielskiego Mikołaja Arciechowskiego. W 1533 Maciej uzyskał od władz Suraża wieczyste użytkowanie wsi Kowale. 
Jest znanych kilka jego donacji na rzecz Kościoła, m.in. krucyfiks, ornat, kielich i księgi na rzecz klasztoru bernardynów w Tykocinie.
Zmarł około 1546 (data wnioskowana z zapisków w księgach przekazanych Uniwersytetowi Krakowskiemu).

## Biblioteka
Maciej z Krajny był bibliofilem, właścicielem jednej z największych w Polsce pierwszej połowy XVI w. bibliotek prywatnych. Jego zainteresowania były charakterystyczne dla uczonych renesansu, obejmując filozofię, teksty autorów starożytnych, oraz traktaty naukowe (astronomiczne, astrologiczne, medyczne). Znał łacinę i grekę. Jego zbiór obejmował 273 tomy i zawierał teksty autorów klasycznych i renesansowych, m.in. 3 egzemplarze Iliady i Odysei, komentarze i wydania krytyczne Erazma z Rotterdamu czy Alda Manucjusza, traktaty medyczne i astrologiczne (De orbibus Alessandra Achilliniego, Commentum in Theoricas planetarum Georgii Purbachii Wojciecha Brudzewskiego, De medicina Celsusa), gramatyczne (m.in. Teodora Gazy, Niccola Perottiego). W 1546 biblioteka została przekazana bibliotece Collegium Minus Uniwersytetu Krakowskiego .

## Dzieła
- (1506) Tractatulus ex intentione sapientum in scienda siderali de electionibus − rękopis jego wykładów na Uniwersytecie Krakowskim, spisany przez jednego ze studentów